# Кубок Америки по пляжному футболу
Кубок Америки по пляжному футболу (исп. Copa América de Fútbol Playa) — турнир по пляжному футболу для мужских национальных сборных, разыгрываемый в Южной Америке. Организатором турнира выступает КОНМЕБОЛ. Участниками Кубка Америки являются 10 сборных — членов КОНМЕБОЛ.
Впервые турнир был разыгран в сезоне 2016 года. С 2023 года, после отмены отборочного турнира к чемпионату мира (проводимого КОНМЕБОЛ с 2006 по 2021 год), Кубок Америки является главным турниром континента. Три лучшие команды Кубка Америки получают право сыграть на чемпионате мира по пляжному футболу.
Действующим победителем турнира является сборная Бразилии, трижды побеждавшая на турнире.
Первый турнир прошёл в бразильском городе Сантус. В 2020 году право провести Кубок Америки получило Рио-де-Женейро, но соревнования не состоялись из-за пандемии COVID-19. Последний турнир в 2023 году прошёл в Росарио, Аргентина.

## Результаты
| Год  | Место                 | Уч. | Призёры    | Призёры   | Призёры   | Призёры   |
| Год  | Место                 | Уч. | Победитель | 2-е место | 3-е место | 4-е место |
| ---- | --------------------- | --- | ---------- | --------- | --------- | --------- |
| 2016 | Сантус, Бразилия      | 10  | Бразилия   | Парагвай  | Венесуэла | Уругвай   |
| 2018 | Азиатский район, Перу | 10  | Бразилия   | Парагвай  | Уругвай   | Эквадор   |
| 2022 | Луке, Парагвай        | 10  | Парагвай   | Бразилия  | Чили      | Венесуэла |
| 2023 | Росарио, Аргентина    | 10  | Бразилия   | Аргентина | Колумбия  | Парагвай  |
| 2025 | Икике, Чили           | 10  | Бразилия   | Парагвай  | Чили      | Колумбия  |

## Медальный зачёт
| № | Команда   | Золото | Серебро | Бронза | Всего |
| - | --------- | ------ | ------- | ------ | ----- |
| 1 | Бразилия  | 3      | 1       | 0      | 4     |
| 2 | Парагвай  | 1      | 2       | 0      | 4     |
| 3 | Аргентина | 0      | 1       | 0      | 1     |
| 4 | Уругвай   | 0      | 1       | 1      | 2     |
| 4 | Венесуэла | 0      | 1       | 1      | 2     |
| 5 | Чили      | 0      | 1       | 0      | 1     |
| 6 | Колумбия  | 0      | 0       | 1      | 1     |

## Лучшие игроки
| Год  | Лучший игрок            | Лучший бомбардир                  | Лучший вратарь      |
| ---- | ----------------------- | --------------------------------- | ------------------- |
| 2016 | Бруно Шавьер (Бразилия) | Алехандер Ваамонде (Венесуэла)    | Мао (Бразилия)      |
| 2018 | Родриго (Бразилия)      | Велезморо (Перу) Седено (Эквадор) | Гонзалес (Парагвай) |
| 2023 |                         | Эдсон Халк (Бразилия)             |                     |